# Valdurenque
Valdurenque è un comune francese di 862 abitanti situato nel dipartimento del Tarn nella regione dell'Occitania.

## Origini del nome
Valdurenque in occitano significa "valle del Durenque", un affluente del fiume Agout.

## Storia
Il nome del paese è documentato per la prima volta nel 1265, ma doveva esistere già dall'XI secolo. Le terre appartennero per qualche tempo alla baronia di Gaïx e nel XIV secolo furono divise tra le varie parrocchie.
Nel 1760, gli abitanti di Valdurenque, fecero richiesta di cambiare di parrocchia, da Notre Dame di Noailhac a Saint Julien de Gaïx di Lagarrigue.
Nel 1851 fu eretta l'attuale chiesa di Saint-Louis d'Anjou che divenne la principale chiesa parrocchiale di Valdurenque e venne ampliata nel 1872. Il campanile dovette essere ricostruito nel 1930 a seguito dei danni causati da un fulmine.
Nel luglio del 1835 si iniziò la costruzione ponte di Pélapoul per sostituire un guado utilizzato dai contadini che volevano raggiungere il paese. La sua costruzione durò diversi anni a causa della mancanza di fondi da parte del comune.

### Simboli
Lo stemma del Comune di Valdurenque si blasona:
Riprende l'emblema della famiglia de Richard, ultimi signori di Gaïx.

## Società

### Evoluzione demografica
Abitanti censiti